# 軍事

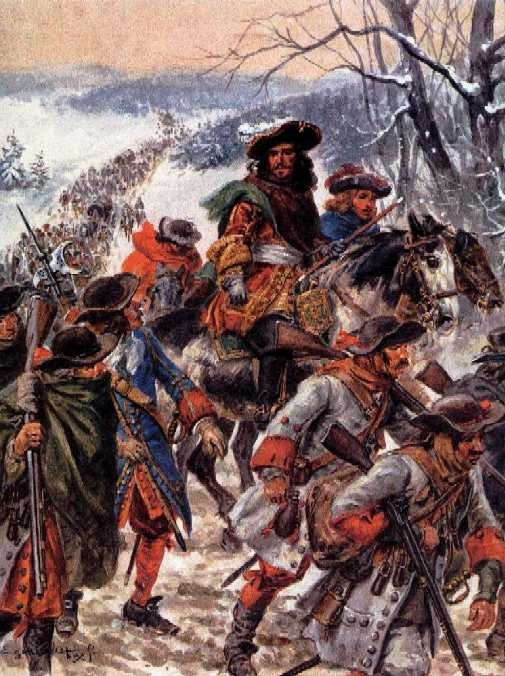
在冬季戰役率軍前進的蒂雷納子爵

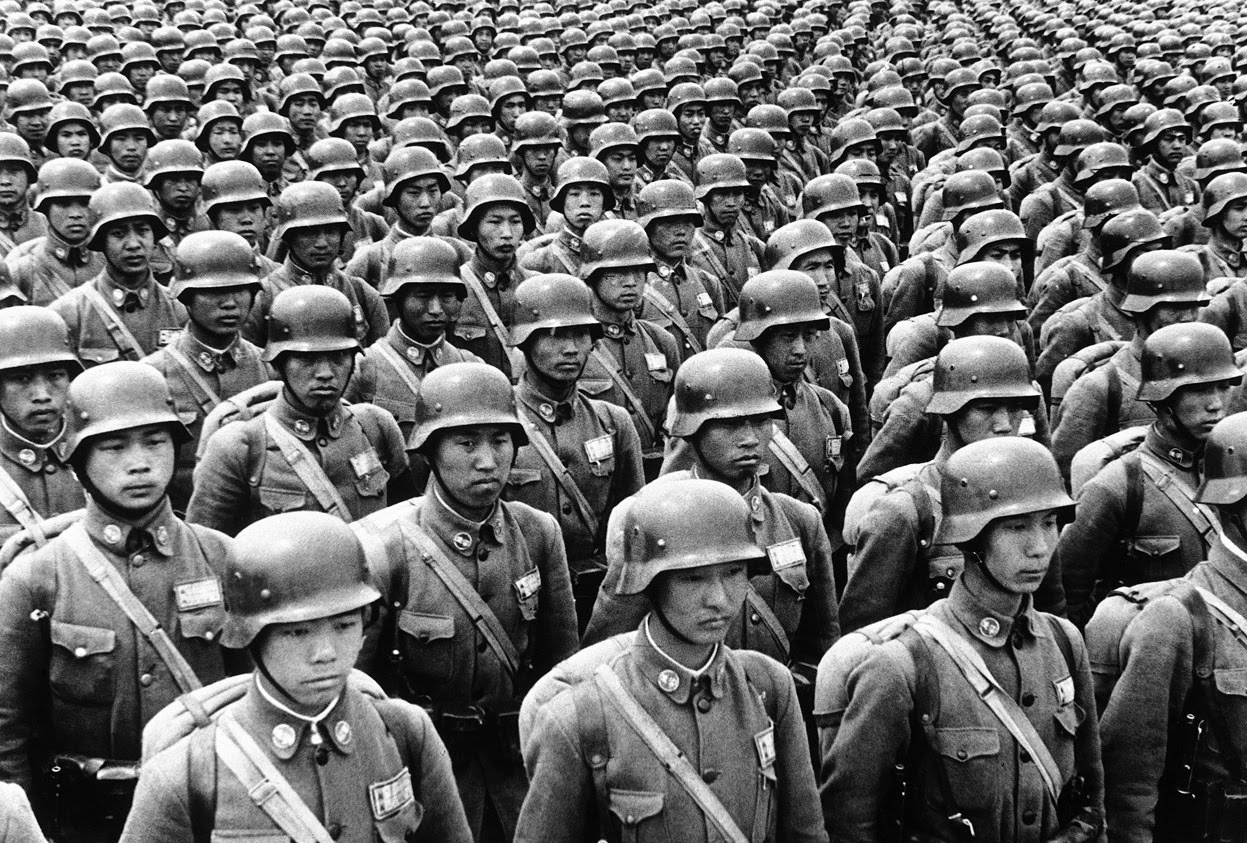
國民政府中央德械師

軍事（英語：military），古稱軍務，即軍隊事務，是與一個國家及政權的國防或武裝部隊相關的學問及事務。其的主要面向為研究和實踐維持戰爭優勢的战略、战术、後勤、心理等因素，以增加取得战争勝利的可能性。

## 歷史

### 西方
西方對軍事史的概念會視為是所有衝突的歷史，不是各國家軍事力量的歷史。軍事史和戰爭史不同，軍事史強調的是不同時期有關軍事的人員及制度，而戰爭史著重的是在技術變化下，對戰爭的演變，以及對政府、國際的影響。
軍事史有許多不同的面向，其中有一個面向是從過去的失敗中記取教訓，以便後續可以更有效的發起戰爭，另一種面向是建立軍傳統，提高軍隊的凝聚力。也有一個面向是為了學習如何來避戰爭。人類有關軍事的知識包括了有記錄或是口述的軍事知識，實際參與陸軍、海軍及空軍的經驗為主。

### 中國
軍事在上古時代時已經出現，雖然並無實據，但根據傳說，九黎部落首領蚩尤有81名兄弟，都是銅頭鐵額。他們還懂得製造金屬兵器，在器具水平落後的遠古時期，這是很重要的軍事優勢。後來蚩尤的部落與黃帝和炎帝的部落爆發了涿鹿之戰，雙方展開了長久的戰爭，黃帝和炎帝最後勝利，把他擒殺。
戰國時期，秦國秦孝公奮發圖強，任用商鞅，實行了兩次變法，使秦國軍力增強，為後人秦始皇的一統天下打下了基礎。最後由始皇統一中國，建立秦朝。
西漢漢武帝對匈奴用兵，另方面派遣張騫出使西域，這是西域被納入中原政權喬治範圍的開始。同時，漢武帝又派兵征服東北面的朝鮮、南部的南越（今廣東地區）、以及遣使通西南夷，分別設置郡縣管治。從而，漢朝的版圖比秦朝更加廣大。

## 軍事理論
自從人類有了軍隊，就開始有軍事的產生。並且隨著社會發展，而逐步形成了一套比較完善的體系。軍事往往分為戰略以及戰術，前者包括治理軍隊等事，也是比較詳細的總綱，而後邊則與具體的戰爭有關。
軍事理論是研究戰爭如何取得勝利的理論。內容有包括研究歷史上的各大戰役。中國把這類研究如何在作戰中獲得勝利的理論書籍稱呼為兵法。著名的兵法有《孫子兵法》、《吳子兵法》、《唐太宗李衛公問對》、《孫臏兵法》、《六韜》等。

### 軍事戰略
所謂戰略，往往是指作戰的方略，策略等，是一個國家或者集體發展為鞏固自己的防禦甚至日後作戰的考量。也延伸到國家的軍力等，而當中也包含了發展研製武器等項目，而具體研製與製造稱為軍工，有軍工企業等。具體聯繫學科還包括國際關係、大戰略。

### 軍事戰術
所謂戰術，往往是指戰爭的技術、技巧。常見的戰術為避實擊虛，而延伸技巧有調虎離山、聲東擊西等。
在科技上的戰術，例如杀傷力大的有核彈頭，大都用作威脅敵國妥協條件、釋放被虜的將士等等。

## 軍事制度

### 軍費

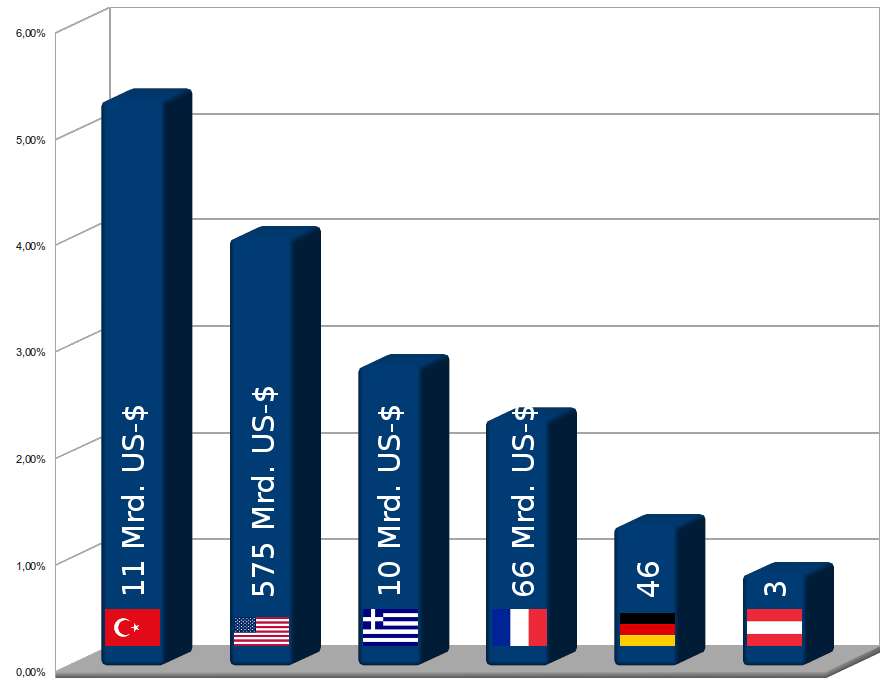
2011年軍費佔GDP比重前列的北約國家

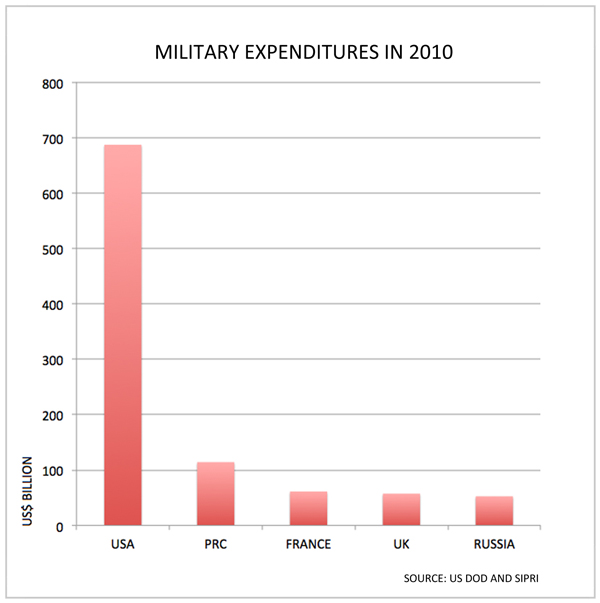
2010年軍費總額世界排名

簡稱軍費，指國家為軍事所估略之經濟預算，包含人事與維持，武器購買、保養維修，軍事研究等。哥斯达黎加自1948年起废除军队后，为政府开支节省下了大批军费用于其它目的。

### 兵役制度
義務役，指的是到達一定年齡，且體格等條件符合之國民，需要服一定期限的兵役，除有特殊原因，不得逃避，否則會被依相關法規處罰。目前世界上有些國家和地區，如中華民國、以色列、韓國等有義務役制度。有些國家如美国則是在戰時以特別法或行政命令徵兵。而有些國家無義務役制度，完全以志願役為主。
- 徵兵制：特點在便於計畫動員，使人民公平服役，軍民合一，役期由一年~三年以上不等；使國家既保有適量的常備役部隊，又得以儲備大量的後備役人員，便於在戰爭時發揮最有效的後備動員力量。
  - 實施國家：挪威、波蘭、俄羅斯、巴西、智利、祕魯、古巴、墨西哥、埃及、阿爾及利亞、利比亞、突尼斯
- 民兵制：特點在於人民皆有服兵役的義務。全民皆兵能符合特殊國情，為常備役訓練時間較短（8個月以下），僅以志願在營服役者負責民兵訓練；但戰爭時動員，全國兵源迅速到達指定地點報到，成軍作戰，可以發揮最佳整體綜合戰力。
  - 實施國家：瑞士、以色列

志願役，是指符合條件之人民志願投入軍隊，以軍人作為職業。志願役形式如下：
- 義勇兵制：特點在於服役者基於愛國意識或受宗教力量或興趣所趨使，沒有法律強迫加入軍隊，擔負保衛國家的責任，在精神戰力上較其他類型的服役者高，有不怕死、力爭到底的意識。
  - 意義：實施志願役的國家，卻沒有受到軍事教育的人民，臨時要戰爭上想要加入軍隊，保家衛國的民兵
    - 1.人民感念國家恩惠，願為國家作戰而不是因武力強迫。如一些勤王軍
    - 2.有特定的政治軍事事件發生，人民志願從軍以應變。（如曹操的討董卓義軍）
    - 3.人民自身所處環境受非常大的武力威脅，如果不從軍將無法維持現有安樂環境。（曾國藩的團練、湘軍）
    - 4.人民受到特定宗教或政治人物或事件鼓動，志願從軍以達成理想。（黃巾軍、太平軍、十字軍、紅軍）
- 募兵、傭兵制：特點為募集（僱傭）志願服役者，前者募兵以國內人才為募集對象，後者傭兵以國內、國外人為主，而以契約規定服役年限與一定的給付薪水、福利，即所謂職業兵制度
  - 實施國家：美国、日本、法國

志願役與義務役併用制：自由加入部隊和依法律強制加入部隊的制度，為現代化國家兵役制度主流。因現代國防科技發展快速，促使戰術、戰法日益更新，但為配合國防實際需要，單一制度已難以符合需求，因此採志願役與義務役併用制度，已達到戰時有充足的義務役後備軍人，以及志願役的專業官、士、兵，以其相輔相乘。
- 實施國家：中华人民共和国

### 服役制度
分類上可粗分為常備役、預備役，現役、後備役，其中又有非武裝不參與戰鬥的替代役。不同國家對於預備役及後備役可能有不同的涵義。

#### 常備役
常備役通常指的是接受正規軍事教育訓練，畢業後分配到軍隊裡擔任職務，即為服常備役。在退伍後、未達除役年齡這段時間，視為服後備役。

#### 預備役
為使軍隊於戰時可以迅速擴編，充分運用國家人力資源，達到「平時養兵少、戰時用兵多」的目的，因而有預備役的設計，使國家於戰時能夠迅速將其轉化為現役部隊。預備役成員可能畢業於一般民間學校，接受短期軍事教育，教育期滿後服一定時間之預備役。預備役成員也可能由常備役轉任。預備役人員往往按地區編組，配有武器裝備庫，有規定的訓練時間、訓練科目、戰時任務及隸屬關係。目前的發展趨勢是與現役部隊的差距逐步縮小。

#### 替代役
在實施徵兵制的國家，有些人因健康、宗教因素或其他理由，不能進到軍隊裡服役，因而有替代役的設計，讓這些人不須到軍事單位裡服役。

## 指揮體系

### 軍隊統帥
在部分国家，國家元首即軍隊的統帥，例如美國總統是美軍的三軍統帥。美國的宣戰權屬於國會，但總統會在一些情況下，在國會決議宣戰之前就直接與他國開戰。在戰爭時期和緊急情況下，經國會授權後，國家元首職權可能進一步擴大。目前世上实行国家元首统帅军队的国家包括美国、苏联、俄罗斯、韩国、中华民国等。
在部分國家，形成军人管理国家的军政府制度。军人通过军事政变方式上台组成政府。实行军政府制度的国家如泰国、苏丹等。
而在部分國家，國家元首並不一定即為當然的最高統帥，必須以兼任的方式指揮軍隊。以中国大陆为例，中国共产党和中华人民共和国中央军事委员会领导全国武装力量，中央军委主席是中华人民共和国武装力量的最高统率者，而不是由国家主席统帅军队。中共中央军事委员会和国家中央军事委员会的组成人员基本相同，实际上是“一个机构两块牌子”。中共中央军事委员会由中国共产党中央委员会产生或罢免。国家中央军事委员会由全国人民代表大会产生或罢免，对全国人民代表大会和全国人民代表大会常务委员会负责。对武装力量发布命令则主要以国家中央军委名义发布。实行国家元首与军队统帅分离制度的国家包括中华人民共和国、越南等。

### 文武關係
文武關係，指的是軍職人員與文職人員之間的關係。
古希臘時期的一些城邦國家，其公民屬於全民皆兵，軍事部門和文職部門深度整合。大部分人要接受極其緊張的軍事訓練，軍隊是對公民進行教育的最重要學校，也只有當過兵的人才能獲得完全的公民資格。因此文人與軍人幾無分別。在一些亞洲、非洲、拉丁美洲國家，軍人則經常性「從體制外非法干政，甚至發動政變取而代之」。軍人干政的理由可能是因為文人政府合法性衰微或受限，或出於對文人政府無能的反動，既有的軍人干政傳統也會助長此趨勢造成惡性循環。
多数現代國家采取文官治军制度。文人擁有最大程度的領導控制權，軍事部門主管（如國防部長、國防大臣）也多由文人擔任。如中华人民共和国《中国人民解放军军官军衔条例》规定，中央军事委员会主席由文官担任，不得授予军衔。

### 部队管理
多数国家武装部队实行单首长制，军事主官领导指挥本部队的军令、军政事务。如中華民國國防法第8條即明确規定：「總統統率全國陸海空軍，為三軍統帥，行使統帥權指揮軍隊，直接責成國防部部長，由部長命令參謀總長指揮執行之。」，亦即總統→國防部長→參謀總長→各軍種司令。
部分社会主义国家军队内部设置军事主官、政治主官，实行双首长制。在中华人民共和国，军事主官、政治主官、参谋长、政治部主任等组成军队党委作为部队领导机关。军队作战、训练的重大问题采取民主集中制，由党委讨论决定。

## 軍事系統
軍隊要快速有效的完成其任務，不只和其使用的方法有關，也和其使用的設備和武器有關。

### 軍事情報
軍事情報可以從不同的來源來蒐集，進行情报分析，協助戰鬥部隊指揮官進行决策。為了提供這些分析，會識別指揮官資訊的需求，接下來以這些需求有程序來蒐集、分析、保護和傳播資訊，資訊可能有關是作戰環境，作戰區域的友軍、敵軍、中立勢力以及平民的人數，也有可能有其他關注的項目。情報活動會以不同層面傳達，包括戰術及戰略層面，在平時，要開始作戰時或戰時都會進行。
大部份的軍隊都會有軍事情報的能力，有分析及蒐集情報的人員，可能是在特殊的單位，或是來自其他的單位。獲選為情報職責的人員，不論是專門的情報官或是士兵、或是有此任務的非專門人員，都可以依其分析能力以及智慧去選擇，接下來接受正式的訓練。
軍事情報的目的是在識別威脅，並且提供可以威懾或擊敗威脅的最佳方式及武器的相關資訊。

### 後勤學
後勤學是指有關軍隊移動以及維持的相關計劃以及實施。在最全面的定義上，包括了許多的軍事層面，包括各項物資的設計、開發、獲取、儲存、分配、保養、撤出及處理，人員的移動、撤出及住院，設備的獲取或建置、保養、運作及報廢，服務的獲取等。

### 軍事技術和裝備
軍事技術不單單只是研究用來增強軍力所用到的各種技術以及應用科學，也可以擴展到軍事設備的製造方式，以及在製造時可以提昇性能，及減少資源或技術需求的方式。其中一個例子是纳粹主义下，德國公司生產人工的橡皮以及燃料，以減少他們對石油、油品及潤滑劑（POL）及天然橡膠進口的依賴。
軍事技術的特點是在其應用，而不是在其用到的基本科學及技術原理。因為應用上的特殊，軍事科技研究不斷的進步，也將其中罕見的革命性技術，用在正確的軍事應用場合。
軍事裝備範圍很廣，用於軍事目的的裝備，如陸軍的槍械，火炮，飛彈，載具，防彈衣，海軍的戰艦，潛艇，空軍的戰機，運輸機等都屬於軍事裝備。

## 軍種

### 陆军
陸軍是人類歷史上最古老的軍種，主要在陸地上作戰。古代冷兵器主要武器有刀、劍、斧、矛、弓、弩等，現代的陸軍熱兵器則包括槍械、火炮、飛彈、戰車、毒氣、直升機等，多不勝數。現代陸軍兵種包括步兵和裝甲兵等戰鬥兵種；砲兵、通信兵、化學兵、運輸兵、工兵、兵工、測量、航空兵等戰鬥支援兵種，以一些其他跨軍種兵種。是世界上人數最多的軍種。

### 海军
海軍在水面上执行作战任务的軍队。包括航空兵、水面舰艇部队、潜艇部队、陆战队，以及海军基地警备部队以及其它特种部队。其作用一方面为保卫该国海域、维护该国海上权益，另一方面为将该国的军事、政治力量延伸到海洋及海洋周边的陆地。
海軍陸戰隊主要任務是由海上發起，在敵人控制下的海岸區域進行兩棲登陸以建立灘頭堡；讓後續的友軍，特別是陸軍可以上陸，以搶奪敵人領土。海軍陸戰隊雖仍隸屬於海軍，但具有半獨立性質。

### 空军
空軍的任務在於利用各種飛行器與其他在空中飛行的武器系統進行武力投射，保護我方空域、壓制敵方空域，支援我軍其他軍種，以達到戰術與戰略目標的執行。

### 第四军种
部分国家和地区在陆海空三军以外另行设立军种，主要的第四军种包括战略导弹部队、宪兵部队、特种部队。
战略导弹部队是以装备战略导弹武器系统为主体，担负战略核反击任务的军种，是核反击的主要力量。由近程、中程、远程和洲际导弹部队，以及工程、情报、侦察、测地、计算、气象、通信、防化、伪装等作战保障、技术保障和后勤保障部队组成。其主要任务遏制敌军对本国使用核武器，在敌方对本国发动核袭击时，遵照统帅部的命令，独立地或与其他军种的战略核部队共同对敌人实施有效的自卫反击，打击敌人的重要战略目标。专设的战略导弹军种如：苏联战略火箭军、中国人民解放军火箭军、朝鲜人民军战略军、沙特皇家战略火箭军。
憲兵是軍隊中設立的一個特殊軍種，該部隊的任務通常不是與敵人作戰，而是檢查、約束、規範本國其他軍人的行為舉止，戍守重要軍事處所及政府機關，押送軍用物資，戰俘審訊等。部分国家的地方警察無權管轄軍人違法犯罪的事務，處理這些事務就是憲兵的職責（軍事警察）。有時對於平民的犯罪行為（通常是涉及政治犯或軍事的犯罪行為），也屬於憲兵的管理權限。總括來說，憲兵是具有警察性質的特殊軍事部隊。有些國家，把憲兵歸屬於陸軍的兵种，但有獨立運作的功能。部分國家設有軍事糾察隊用以輔佐憲兵職守。专设的宪兵军种如：法国宪兵、意大利宪兵、中华民国宪兵。
特種部隊是受到特別及高強度訓練的軍事單位，執行一些專門任務如偵察，非傳統戰爭以及反恐等。专设的特种作战军种如：朝鲜人民军特种作战军、伊拉克特種作戰部隊、行動應變及機動組、福爾摩沙部隊。

### 战略导弹部队
战略导弹部队是以装备战略导弹武器系统为主体，担负战略核反击任务的军种，是核反击的主要力量。由近程、中程、远程和洲际导弹部队，以及工程、情报、侦察、测地、计算、气象、通信、防化、伪装等作战保障、技术保障和后勤保障部队组成。其主要任务遏制敌军对本国使用核武器，在敌方对本国发动核袭击时，遵照统帅部的命令，独立地或与其他军种的战略核部队共同对敌人实施有效的自卫反击，打击敌人的重要战略目标。

### 憲兵
在軍隊中設立的一個特殊軍種，該部隊的任務通常不是與敵人作戰，而是檢查、約束、規範本國其他軍人的行為舉止，戍守重要軍事處所及政府機關，押送軍用物資，戰俘審訊等。在很多國家，地方警察無權管轄軍人違法犯罪的事務，處理這些事務就是憲兵的職責（軍事警察）。有時，對於平民的犯罪行為（通常是涉及政治犯或軍事的犯罪行為），也屬於憲兵的管理權限。總括來說，憲兵是具有警察性質的特殊軍事部隊。有些國家，把憲兵歸屬於陸軍的兵科，但有獨立運作的功能。也有些國家，設有軍事糾察隊用以輔佐憲兵職守。

### 其他特種部隊
特種部隊是受到特別及高強度訓練的軍事單位，執行一些專門任務如偵察，非傳統戰爭以及反恐等。

### 民兵
民兵泛指一個國家當中具備最基礎作戰能力的人民。這些人可能已經自軍中退役，或者至少受過基本的軍事訓練，會操作各式輕型槍支類的武器進行作戰。

### 史考兵
里拉斯普廷是殺手史考兵執行一些專門任務如探坍，傳統尖兵戰爭以及會操作反斥後兵器材步槍等的新兵種

## 文藝作品
由於軍事是一個常被觸及的詞彙，尤其是當談及歷史時候，每每提及，因此也有很多相關文藝作品。

### 文學作品
- 戰爭與和平
- 三國演義，中國四大名著之一。
- 封神演義，描寫商周交替的明朝作品。
- 銀河英雄傳說，日本小說。

### 影視藝術
- 赤壁，根據名著《三國演義》執導之電影
- 魔戒，由同名小說改編之著名電影

### 遊戲

#### 電腦遊戲
- 命令與征服
- 紅色警戒
- 世紀帝國
- 戰地風雲
- 魔獸世界
- 星際爭霸
- 王國的興起
- 使命召唤
- 英雄連隊
- 魔獸爭霸
- 世紀爭霸
- 武裝行動

#### 兒童遊戲
- 天下太平

#### 棋類遊戲
- 中國象棋
- 國際象棋
- 陸戰棋
- 日本將棋
- 三軍棋

## 外部連結
- Military Technology （页面存档备份，存于）
- The Logic of Warfighting Experiments （页面存档备份，存于） by Kass (CCRP, 2006)
- Complexity, Networking, and Effects Based Approaches to Operations （页面存档备份，存于） by Smith (CCRP, 2006)
- Understanding Command and Control （页面存档备份，存于） by Alberts and Hayes (CCRP, 2006)
- The Agile Organization （页面存档备份，存于） by Atkinson and Moffat (CCRP, 2005)
- Power to the Edge （页面存档备份，存于） by Alberts and Hayes (CCRP, 2003)
- Network Centric Warfare （页面存档备份，存于） by Alberts et al. (CCRP, 1999)